# Reichstag zu Worms (787)
Der Reichstag zu Worms im Jahr 787 war eine Reichsversammlung unter König Karl (dem Großen).

## Rahmen
Karl der Große befand sich in Italien und traf sich, als er von dort zurückkam, in Worms mit Königin Fastrada, seinen Söhnen und Töchtern und dem ganzen Hof. Zu der Begegnung von König und Königin heißt es in den Reichsannalen: „Beide erfreuten sich aneinander und lobten Gott für seine Barmherzigkeit“. Dieser Einschub einer „privaten“ Notiz in die Annalen steht völlig singulär da und es ist nicht klar, was damit ausgesagt werden soll.

## Ereignisse
Nachdem er in Worms angekommen war, lud Karl zu einer Reichsversammlung ein, die dort – vermutlich in der Pfalz Worms – abgehalten wurde. Hier berichtete er über seine Erfolge in Italien und über die Verhandlungen mit Gesandten des Herzogs Tassilo III. von Bayern, die dort geführt worden waren. Die Versammlung mündete schließlich in einen Zug verschiedener königlicher Heere nach Bayern, angeblich, um die Treue des Herzogs zu testen, faktisch aber, um ihn militärisch auszuschalten.